# Sjenica
Sjenica (v srbské cyrilici Сјеница) je město v centrálním Srbsku poblíž hranice s Černou Horou. V roce 2002 zde žilo 14 060 obyvatel. Administrativně je součástí Zlatiborského okruhu a historicky regionu, známého jako Sandžak. Nachází se v hornaté oblasti; průměrná nadmořská výška se pohybuje okolo 1000 m.

## Přírodní poměry
Sjenica se nachází v nadmořské výšce 1000-1030 m n. m., v Sjeničské kotlině na pravém břehu řeky Uvac. V jejím blízkosti se nacházejí hory Jadovnik, Ozren, Giljeva a Javor. Podle města Sjenica se také jmenuje i zetsko-sjenický dialekt srbštiny a černohorštiny. Opština Sjenica, která správně zahrnuje kromě samotného města i okolní vesnice, patří k územně nejrozsáhlejším v regionu Sandžaku.
Vysoká nadmořská výška činí ze Sjenice jedno z nejchladnějších měst na území Srbska. V roce 1954 zde byla naměřena i nejnižší teplota na území SR Srbsko, -38 °C. Ročně je zaznamenána teplota pod bodem mrazu průměrně v 134 dnech.

## Historie
Sjenica je poprvé připomínána roku 1253 v rukopisu krále Uroše Nemanjiće jako místo na obchodní cestě ze Srbska do Dubrovnické republiky. Dubrovničtí obchodníci zde platili clo. V blízkosti samotné Sjenice se nachází místo Caričina, kde se nacházelo výletní místo císařovny Jeleny, ženy Dušana Silného.
Během rakousko-tureckých válek v závěru 17. století, kdy byli Turci vyhnáni z Uher pronikla rakouská armáda hluboko na území Balkánského poloostrova. Srbové ze Sjenice bojovali po bok rakouské armády. Pro Turecko představovala Sjenica strategicky významný bod. Směřovala sem hlavní ofenziva turecké armády i během Prvního srbského povstání. V květnu 1809 zde vzbouřenci nicméně dokázali na krátký čas tureckou armádu vyhnat. Sjenica pro ně představovala klíčovou zastávku na cestě k Novému Pazaru a Rogozně. Vyhnáni však nebyli pouze Turci, ale také slovanské obyvatelstvo muslimského vyznání.
Mezi lety 1790 až 1817 bylo město jedním z pěti okresů Novopazarského sandžaku. Ten se rozkládal až na území dnešního Kosova. Po roce 1878, kdy správu nad Bosnou a Hercegovinou získalo Rakousko-Uhersko byly v tomto regionu umístěna rakouská vojska.

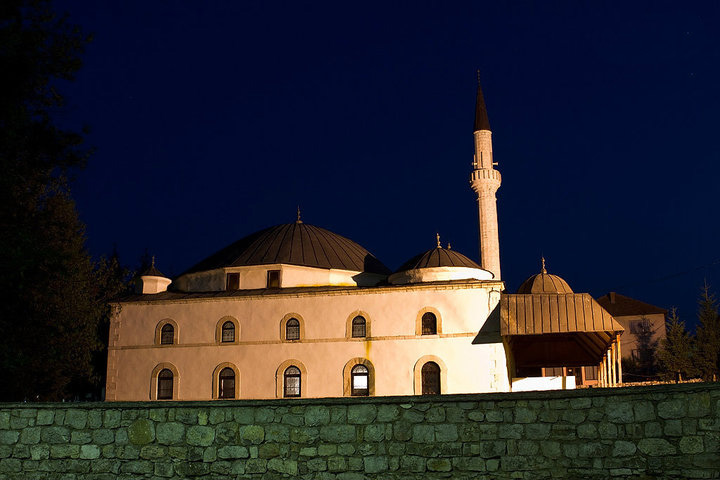
Mešita ve Sjenici. Většina obyvatel města se hlásí k bosňácké národnosti a muslimskému vyznáni.

V polovině 19. století nicméně zůstala Sjenica i nadále pod tureckou správou. Nejprve autonomní a později samostatné Srbské knížectví se rozvíjelo v severní části dnešní země. Sjenica se hospodářsky rozvíjela především díky řemeslné výrobě a obchodu se zbytkem Turecka. Během existence Osmanské říše se v Sjenici po nějakou dobu nacházelo sídlo sandžaku (turecky Seniçe sancağı). Zřízen byl v roce 1902 při administrativní reformě turecké správy. Původní administrativní jednotky byly zmenšeny, a protože se Sjenica nacházela dále od Nového Pazaru nebo Prištiny, získala samosprávu.
Konec turecké nadvlády nad městem přinesla První balkánská válka, která vypukla na podzim 1912. Krátce po vyhlášení války bylo město obsazeno vojsky Srbska a Černé Hory. Po skončení války byl celý region rozdělen; většina jeho území připadla Srbsku, malá část Černé Hoře. Státní hranice mezi oběma zeměmi byla vytyčena až 12. listopadu 1913.
Během druhé světové války se Sjenicu pokusili obsadit partyzáni, avšak jejich útok skončil značným nezdarem. Administrativně bylo město součástí Nezávislého státu Chorvatsko. Město bylo od fašismu osvobozeno 12. prosince 1944.

## Ekonomika
V Sjenici se nachází továrna na výrobu latexu. Rovněž zde sídlilo několik podniků textilní výroby, jako např. Sanateks nebo Vesna. V blízkosti Sjenice se nachází uhelný Důl Štavalj. V Sjenici dále sídlí zemědělsko-lesnický podnik Pešter.
Město nemá napojení na srbskou železniční síť. Nejbližší nádraží se nachází v několik desítek kilometrů vzdáleném městě Prijepolje.

## Turistika
Severně od Sjenice se nachází pohoří Zlatar, národní park Golija a národní park v údolí řeky Uvac.